# Taraskové
Taraskové byli domorodý národ předkolumbovské Ameriky, obývající centrální planinu dnešního státu Michoacán, v rozsahu území srovnatelném s Aztéky, jimiž byli sousedy (rozloha Aztécké říše byla nicméně větší, za což vděčila výbojům). Stejně jako jiné národy, také Taraskové byli dlouholetými nepřáteli Aztéků a úspěšně se bránili aztécké expanzi dál na západ.
Taraskánská říše známá jako říše Purépecha (nebo Iréchikwa), podle hlavního města Tzintzuntzanu bývá někdy nazývána jako Tzintzuntzanská říše (nebo království), byla z hlediska rozlohy druhým největším domorodým státem po říši Aztéků v oblasti. Říše Tarasků se nacházela na západ od aztéckého území. Aztékům se nikdy nepodařilo si Tarasky podmanit a aztécký panovník dokonce uznával taraskánského vládce (zvaného cazonci) za sobě rovného.
Do pozdějšího konfliktu Aztéků se španělskými conquistadory se Taraskové nezapojili, patrně kvůli své poloze, a nepřidali se ani jako jiní nepřátelé Aztéků na stranu Cortése, ale porážka jejich mocné expanzivní říše také v jejich zájmu a proto vítězství Španělů nad Aztéky nadšeně uvítali. Krátce na to se pokusili o navázání diplomatického jednání se Španěly. Vítězní conquistadoři však Tarasky zanedlouho napadli a podrobili si také je.

## Historie

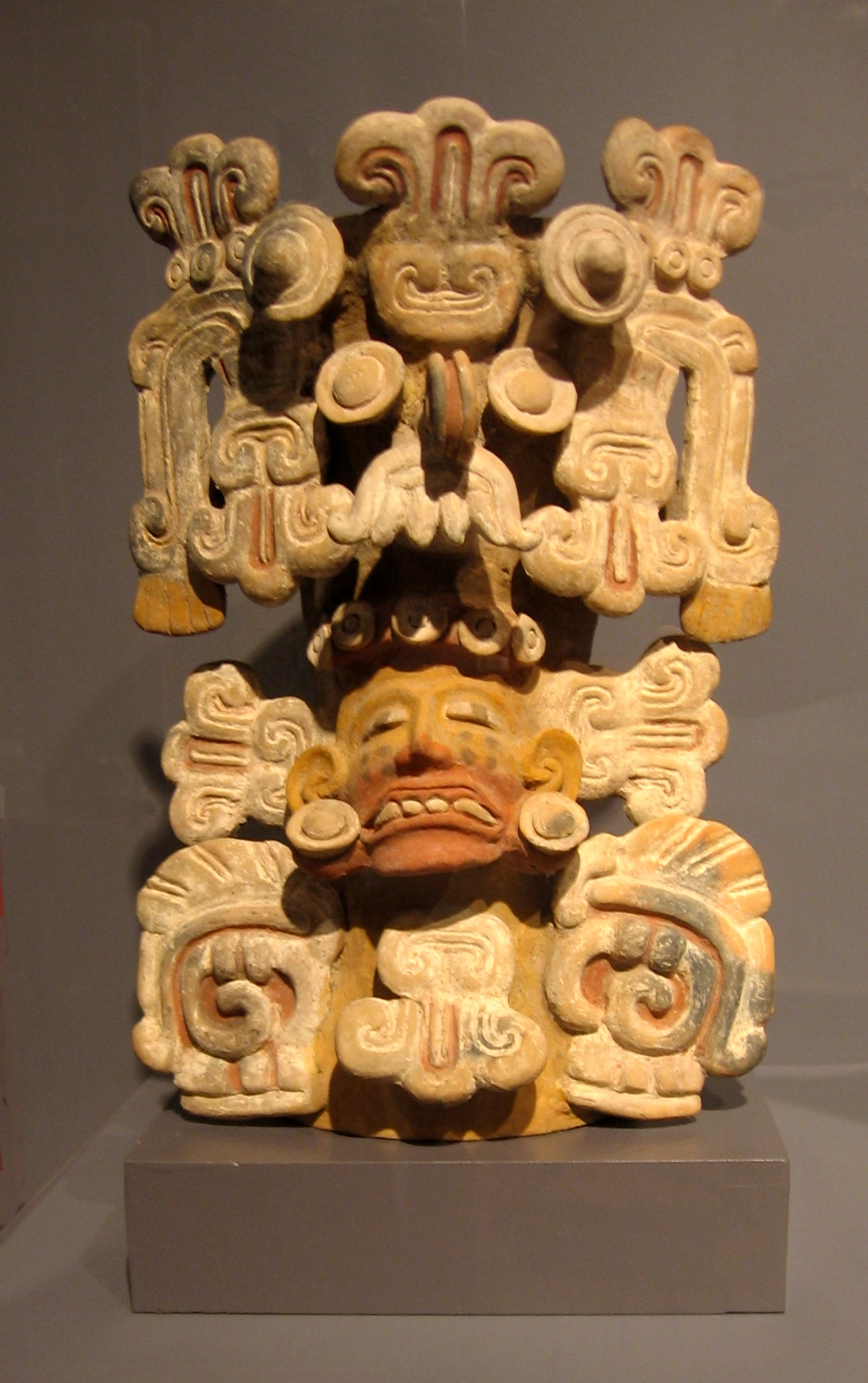
Taraskánské božstvo vyobrazené Tlalocovou čelenkou

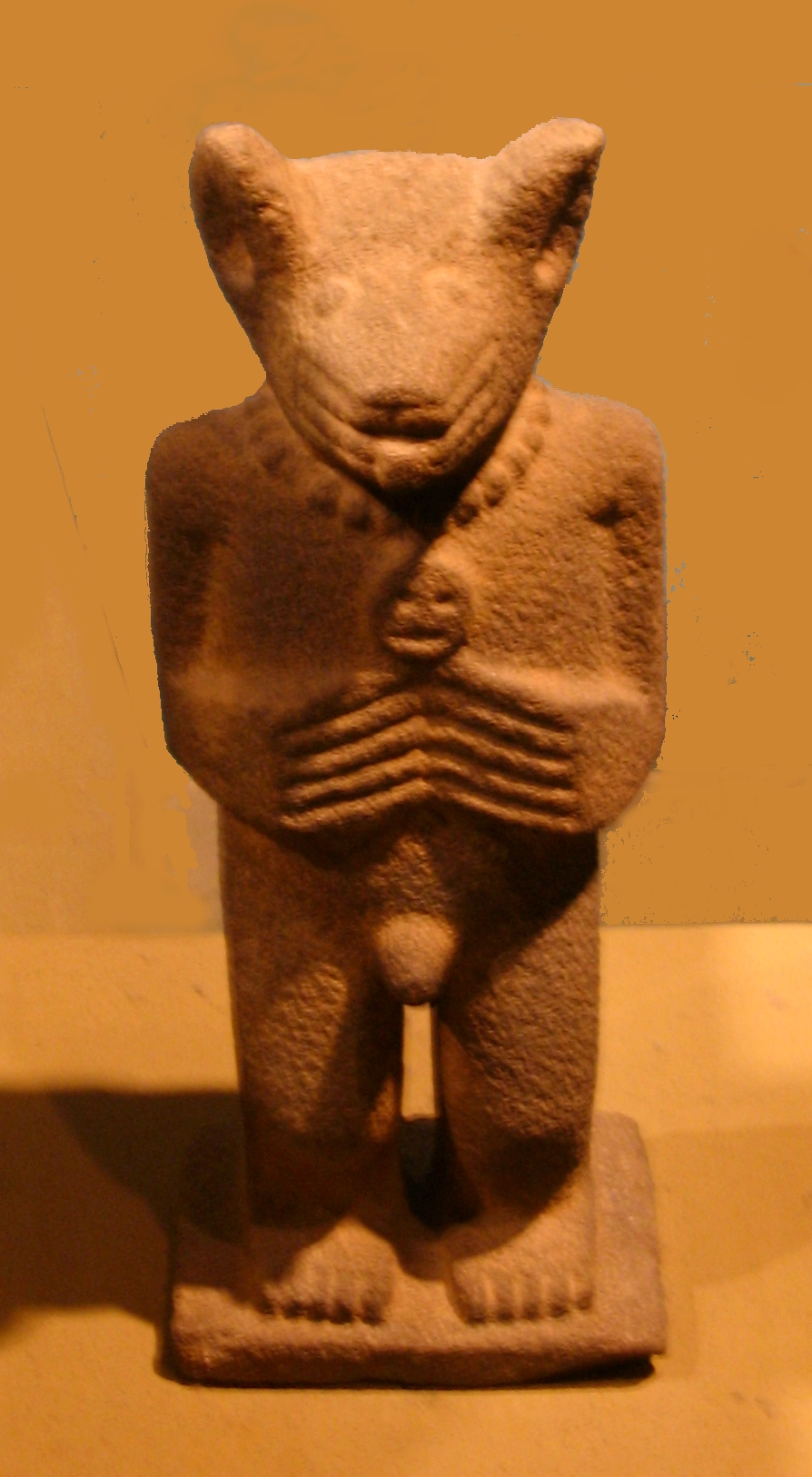
Socha s hlavou kojota přisuzovaná Taraskům znázorňuje snad kojotí božstvo Uitzimángari

Jakmile se vládce říše Tarasků (cazonci) Tangáxuan II. dozvěděl o zániku mocné říše Aztéků, vyslal k vítězným Španělům vyslance se zlatem, aby je odměnil a pogratuloval k vítězství nad Aztéky, kteří byli po mnoho let jeho nepřáteli. Tangáxuan ještě netušil, že touha po zlatě a dobývání imponuje conquistadorům mnohem víc, než navázání přátelských vztahů s domorodci, takže ho může stihnout obdobný osud jako nenáviděné Aztéky. 
Španělští conquistadoři postupovali podobně jako v případě mocnějších Aztéků. Pod vedením Cristóbala de Olid byly bez ohlášení vyslány španělské oddíly, které dopochodovaly až k Tzintzuntzanu, hlavnímu městu království Tarasků. V tu chvíli zaskočení Taraskové se v počtu 100 000 bojovníků nezmohli k ozbrojenému odporu a Tangáxuan se podvolil španělské nadvládě. Uzavřel zvláštní dohodu se Španěly ustanovující Cortése jako jeho rovnoprávného spoluvládce, oba muži se měli společně podílet o vládu nad Michoacánem a jeho obyvatelé jim měli odvádět daně půl na půl. Když španělská výprava pod vedením Nuña Beltrána de Guzmán prozkoumávala důkladněji oblast, conquistador zjistil, že jediným opravdovým vládcem v celé oblasti je jen Tangáxuan. Rozkázal ho tedy zajmout a popravit, jeho mrtvé tělo pak bylo vhozeno do řeky Lermy. Roku 1530 ztrácí říše svou samostatnost a začíná období násilných nepokojů. Pod španělskou vládou je domorodý stát nahrazen Michoacánským guvernérstvím v rámci Nového Španělska. V průběhu následujících let jsou na taraskánský trůn postupně dosazováni loutkoví vládci a území je postupně pokřesťanštěno misionáři. Španělé se tou dobou soustředí již na jiné výboje.

## Úroveň vyspělosti

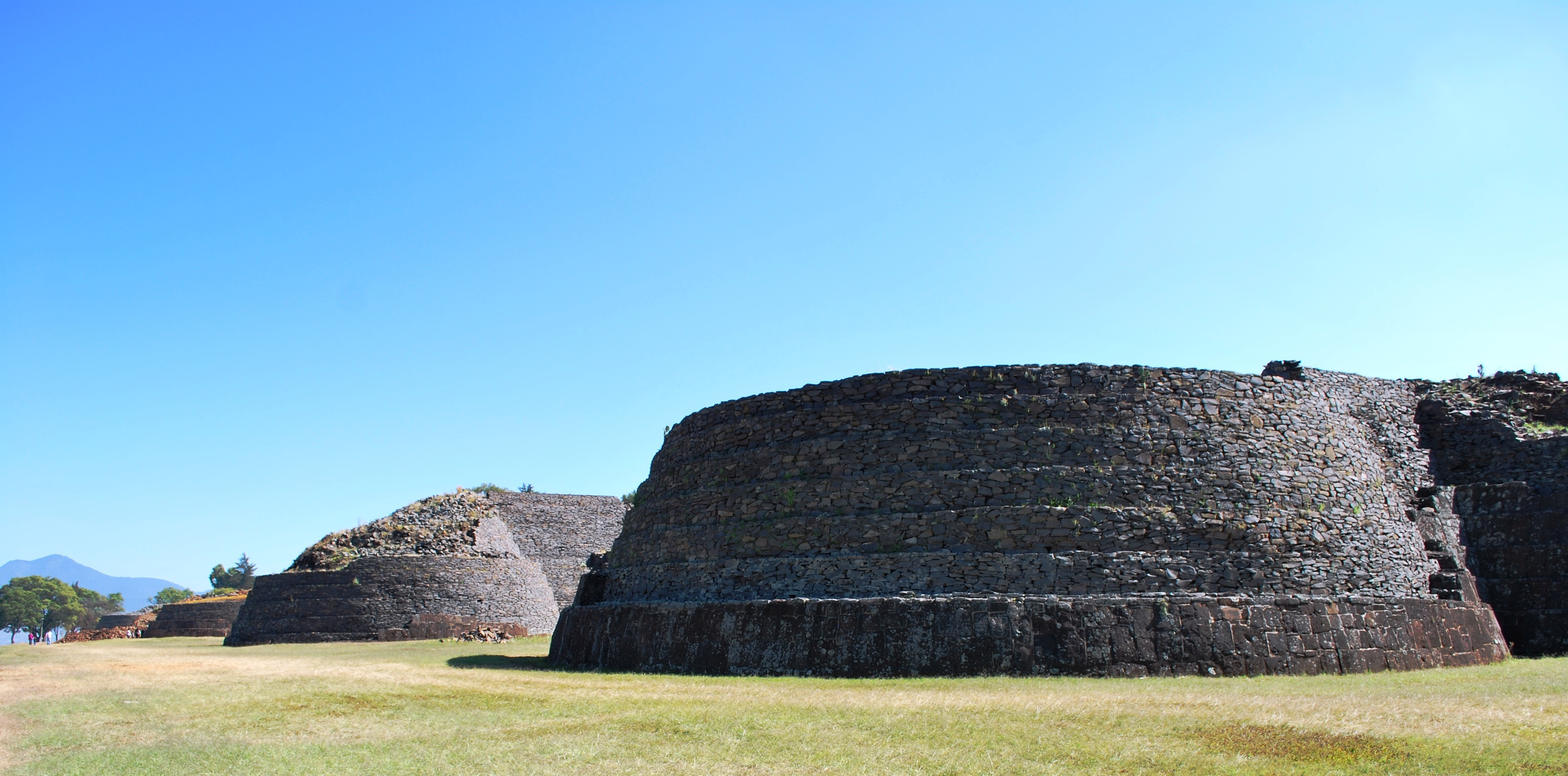
Pyramidy v Tzintzuntzanu

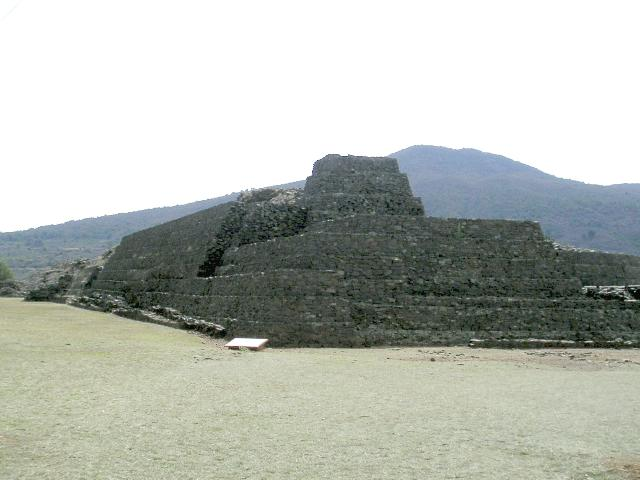
Tzintzuntzan

Taraskové, přestože byli příbuzní Aztéků, byli poměrně izolovaní a díky tomu si jejich kultura a znalosti udržely vlastní specifika a jedinečnost. Taraskové včetně méně významných sousedů na západě dosáhli pokročilých znalostí metalurgie, které byly ostatním domorodcům dosud neznámé. Kromě zlata a stříbra dovedli tito domorodci zpracovávat také bronz. V palácích a hrobech Tzintzuntzanu byly nalezeny předměty ze slitiny mědi a stříbra, ozdoby i předměty běžné denní potřeby, jako náramky, diadémy, masky a poháry, z bronzu byly vyráběny zvony, jehly, pinzety, nástroje a dokonce i zbraně. Mnoho z pokladů Tarasků bylo po ovládnutí území Španěly odcizeno conquistadory.